# 圣马洛德贝尼翁
圣马洛德贝尼翁（法語：Saint-Malo-de-Beignon，法語發音：[sɛ̃ malo də bɛɲɔ̃]，意为“贝尼翁的圣马洛”）是法国莫尔比昂省的一个市镇，位于该省东北部，属于瓦讷区。

## 地理
圣马洛德贝尼翁（47°57'32"N, 2°8'59"W）面积3.49 平方千米，位于法国布列塔尼大區莫尔比昂省，该省份为法国西北部沿海省份，位于布列塔尼半岛南部，北起阿摩尔滨海省、西接菲尼斯泰尔省，南濒大西洋，东南接大西洋卢瓦尔省，东临伊勒-维莱讷省。
与圣马洛德贝尼翁接壤的市镇（或旧市镇、城区）包括：贝尼翁、大普莱朗、盖尔。

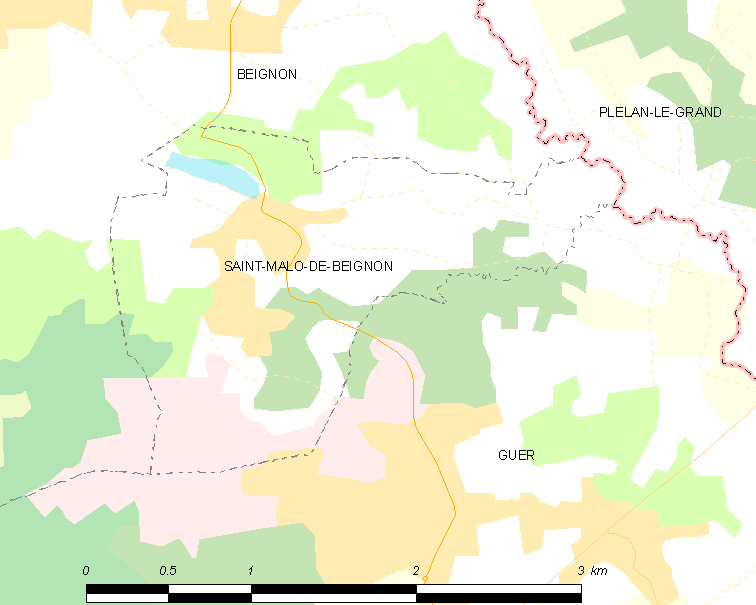
圣马洛德贝尼翁的OSM定位图

圣马洛德贝尼翁的时区为UTC+01:00、UTC+02:00（夏令时）。

## 行政
圣马洛德贝尼翁的邮政编码为56380，INSEE市镇编码为56226。

## 政治
圣马洛德贝尼翁所属的省级选区为盖尔县。

## 人口

1962-2008年间圣马洛德贝尼翁人口变化图示

圣马洛德贝尼翁于2022年1月1日时的人口数量为543人。